# Ferdinand Gobert von Aspremont-Lynden

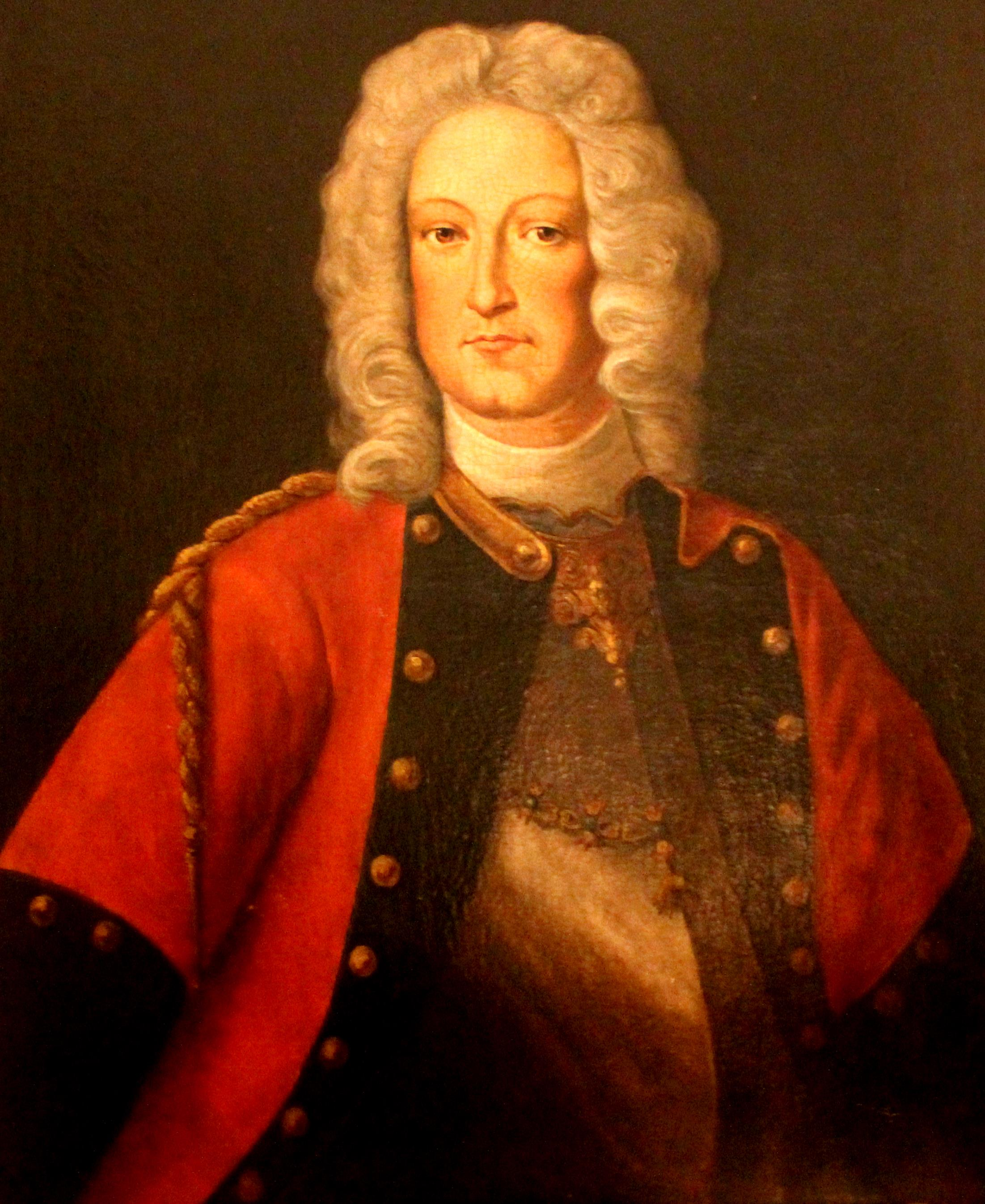
Ferdinand Gobert, Graf von Aspremont-Lynden

Ferdinand Gobert von Aspremont-Lynden auch Ferdinand Gobert von Aspermont (* um 1645 in Reckheim; † 1. Februar 1708 ebenda), Graf von Reckheim, war ein General und Feldmarschall im Dienst des Heiligen Römischen Reiches. Er stammte aus dem belgischen Zweig der geldrischen Adelsfamilie Aspremont-Lynden und war der Urenkel von Hermann von Lynden.

## Leben
Ferdinand Gobert wurde 1645 im Schloss Aspremont-Lynden in Reckheim in der Provinz Limburg geboren. Seine Eltern waren Graf Ferdinand von Lynden (1611/15–1665) und Gräfin Elisabeth (1621–1662), geb. Gräfin von Fürstenberg-Heiligenberg. Er schlug eine militärische Laufbahn ein und befahl ein Regiment Kürassiere im Dienst des Kurfürstentums Bayern. Am 16. März 1676 verlieh Kaiser Leopold I. allen Mitgliedern der Familie Aspremont-Lynden das Recht den Titel Graf zu tragen.
Im Jahr 1682 errichtete er ein Regiment, mit dem er in kaiserliche Dienste trat. 1683 nahm er an der Zweiten Wiener Türkenbelagerung teil. In der anschließenden Gegenoffensive kämpfte das Regiment am 24. September 1684 vor Ofen, wobei es fast vernichtet wurde. Dennoch wurde er am 11. September 1685 zum Generalfeldwachtmeister ernannt. 1686 war Ferdinand Gobert unter der Führung von Maximilian II. Emanuel von Bayern an der Eroberung von Buda beteiligt. 1687 wurde er Kommandant von Esseg. Am 1. Dezember 1688 wurde er zum Feldmarschall-Lieutenant ernannt. Im Jahre 1690 hatte das Regiment im Gefecht bei Kaczianek erneut schwere Verluste. Er war Kommandant von Belgrad als die Stadt 1690 von der Osmanischen Armee unter Großwesir Köprülü Fazıl Mustafa Pascha belagert wurde. Als die Hälfte der Verteidiger getötet war, floh er mit Herzog Charles Eugène de Croÿ und dem Rest ihrer Truppen auf die andere Seite der Donau. Am 8. Oktober wurde die Stadt übergeben.
Nach dem Fall von Belgrad wurde er nach Wien beordert und stand dort unter „offenem Arrest“. 1691 war Prinzessin Julia Barbara Rákóczi (* September 1672, † 26. Mai 1717) in Wien in einem Kloster eingesperrt. Sie war die Tochter von Jelena Zrinski und Franz I. Rákóczi, dem Fürsten von Siebenbürgen sowie Stieftochter von Emmerich Thököly, also Tochter und Stieftochter von Feinden Österreichs. Ferdinand Gobert beschaffte sich einen Nachschlüssel und traf die reiche Prinzessin heimlich. Bischof Ernst von Trautson (1633–1702) erwischte die beiden, schritt jedoch nicht ein. In der gleichen Nacht entführte Ferdinand Gobert die Prinzessin und heiratete sie sehr zum Verdruss Leopolds I.
Für seine Leistungen im Großen Türkenkrieg ernannte ihn Kaiser Leopold I. Im Jahr 1697 wurde er zum stellvertretenden kommandierenden General in Siebenbürgen und bald darauf zum Feldmarschall ernannt. Ferdinand Gobert war Graf von Reckheim und erhielt von einem anderen Familienzweig die Grafschaft Apremont in Lothringen. Durch die Heirat mit Julia Barbara Rákóczi erhielt er Besitzungen in Ungarn.

## Familie

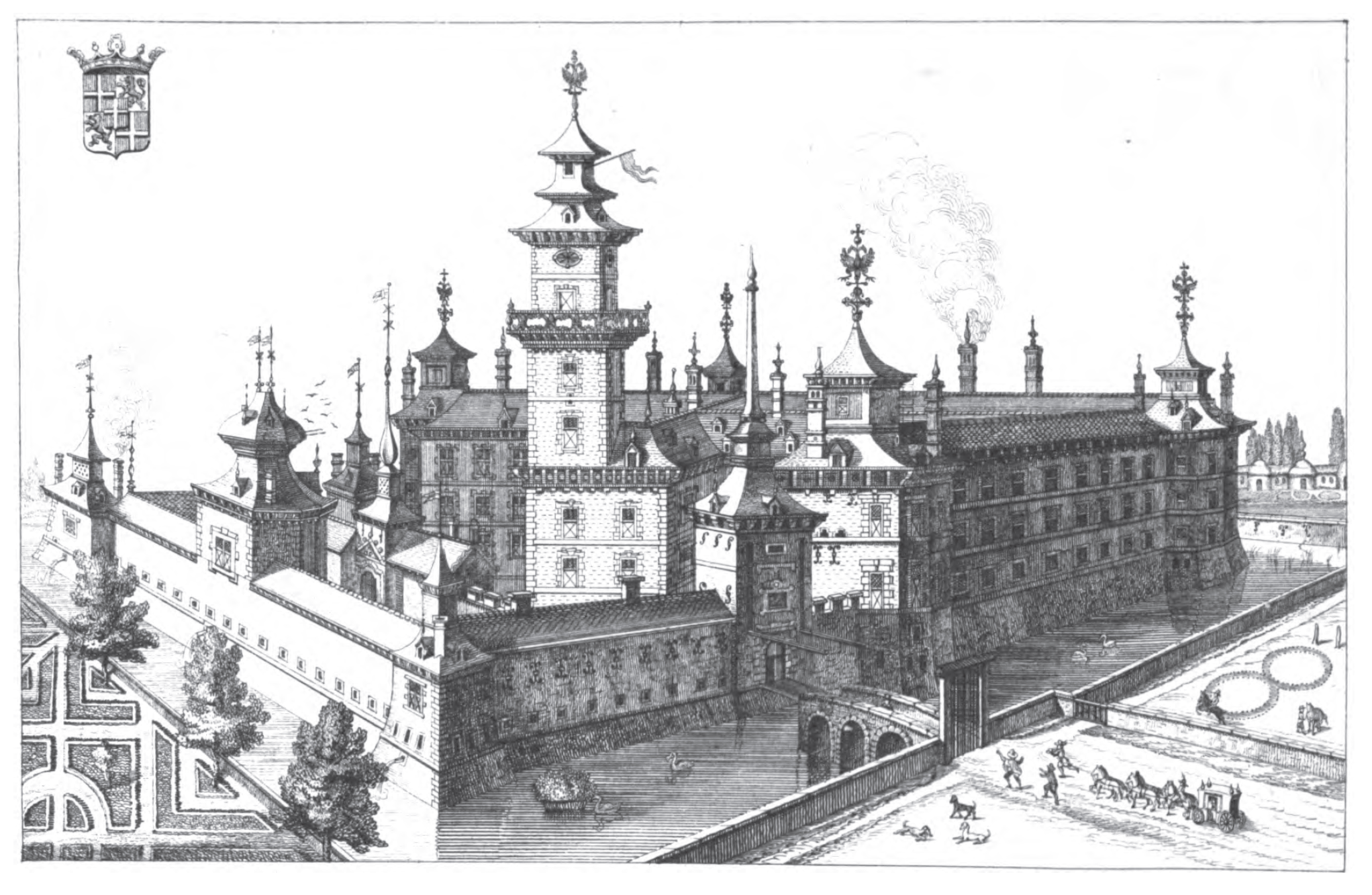
Das Schloss Aspremont-Lynden

Ferdinand Gobert heiratete 1679 Prinzessin Elisabeth Charlotte von Nassau-Dillenburg (* 2. Juni 1643; † 2. März 1686) die Tochter von Georg Ludwig Prinz von Nassau-Dillenburg (* 1618, † 1656) und seiner Ehefrau Anna Augusta von Braunschweig-Wolfenbüttel (* 1612, † 1673). Aus der Ehe hatte Ferdinand Gobert eine Tochter namens Maria Charlotte Gobertina, die Kanonikerin in der Reichsabtei Munsterbilzen wurde.
Aus der zweiten Ehe mit Julianna Barbara Rákóczi hatte er sieben Kinder. Jedoch nur über seine beiden Söhne ist Näheres bekannt:
- Joseph Gobert von Aspremont-Lynden (* 2. Februar 1694, † 4. März 1720) ⚭ in Rom am 28. November 1711 Charlotte Maria Theresia Turinetti, Tochter des Markgrafen Ercole Turinetti de Prié, Granden von Spanien, kaiserlichen Geheimrats, 1716–1726 stellvertretenden Statthalters der Österreichischen Niederlande, und der Diana Saluzzo dei Marchesi di Cardè[7] (Vertreterin eines Aleramiden-Zweiges, der im 14. Jahrhundert von den Markgrafen von Saluzzo abzweigte)[8] sowie Nichte des Kardinals Charles Thomas Maillard de Tournon.[9]
- Karl Gobert Franz von Aspremont-Lynden (* 21. November 1703, † 24. November 1749)

Der jüngere Sohn Karl Gobert Franz von Aspremont-Lynden heiratete Elisabeth Eleonore Kokorzowa (* 1703, † 1747). Aus der Ehe ging eine Tochter, Marie Anne Elisabeth von Aspremont-Lynden (* 25. Mai 1727, †?) und der Sohn Johann Nepomuk (* 22. August 1732, † 16. April 1805) hervor.
Die beiden Söhne Ferdinand Goberts folgten ihm als Grafen von Reckheim.